# يوجينة بيضوية
يوجينة بيضوية (الاسم العلمي: Eugenia ovalis) هي نوع من النباتات تتبع جنس اليوجينة من فصيلة الآسية.